# Psychologie
Die Psychologie (von altgriechisch ψυχή psȳchḗ für „Seele, Gemüt“, und λόγιος lógios für „Kunde, Wissenschaft“), deutsch historisch auch Seelenkunde genannt, ist eine empirische Wissenschaft, deren Ziel es ist, menschliches Erleben und Verhalten, deren Entwicklung im Laufe des Lebens sowie alle dafür maßgeblichen inneren und äußeren Faktoren und Bedingungen sowie Verfahren zu ihrer Veränderung zu erforschen, zu beschreiben und zu erklären. Personen, deren Berufsbild durch die Anwendung psychologischen Wissens charakterisiert ist und deren Bezeichnung in Deutschland ein Hochschulstudium im Hauptfach Psychologie voraussetzt, sind Psychologen. 

## Einordnung
Die Psychologie lässt sich in ihrer gesamten Breite weder nur den Naturwissenschaften noch den Sozialwissenschaften oder Geisteswissenschaften zuordnen. Eine übliche, aus dem angelsächsischen Raum stammende Einteilung untergliedert Psychologie im Sinne der Behavioural sciences in Verhaltenswissenschaft, Kognitionswissenschaft und Neurowissenschaft. Da mittels rein naturwissenschaftlich-empirischer Forschung nicht alle psychologischen Phänomene erfasst werden können, ist auch auf die Bedeutung der geisteswissenschaftlichen Anteile in der Psychologie zu verweisen. Mit der Experimentalpsychologie hat sich ein Zweig der psychologischen Forschung etabliert, der sich bereichsübergreifend des Experiments als wissenschaftlicher Methode bedient.
In der modernen Psychologie bilden eine allgemeine Anthropologie und Statistik die gemeinsame Grundlage. Viele psychologische Forschungsgebiete folgen aber z. T. auch in der Methode bestimmten Anwendungen, z. B. in Medizin, Psychotherapie und Psychiatrie, Pädagogik, Marketing und Human Resources, zu denen sie eine gemeinsame fundierte Grundlage liefern sollen. So kommen z. B. auch Methoden der Neurologie, bildgebende Verfahren, Textanalyse, ethnografische Beobachtungen oder spieltheoretische Modellierungen als psychologische Methoden in Frage.
Die sogenannte Alltagspsychologie hingegen ist selbst vereinzelt Gegenstand der akademischen Disziplin. Diese beruft sich gerne auf den sogenannten „gesunden Menschenverstand“ oder anekdotische Erfahrungen. Ihre Erkenntnisse genügen wissenschaftlichen Ansprüchen, etwa hinsichtlich ihrer Objektivität, Reliabilität und Validität jedoch nicht, selbst wo sie sich bestätigen lassen, ist ihre Generalisierbarkeit fraglich. Das Vorverständnis der Alltagspsychologie ist jedoch nach wie vor eine wichtige Quelle für wissenschaftliche Hypothesen.

## Wortherkunft
Der Ausdruck Psychologie ist eine Wortbildung aus altgriechisch ψυχή psȳchḗ‚ deutsch Seele, Geist, Herz, Gemüt, Mut, Überzeugung, Denkvermögen sowie Hauch, Atem, Leben, Lebenskraft, Seele, Geist, Gemüt und λόγιος lógios, lateinisch doctus, deutsch gelehrt, bewandert. Der Begriff Psychologie findet sich erstmals 1517 im Buch Psichiologia de ratione animae humanae des kroatischen Humanisten Marko Marulić und gehört seit dem Anfang des 19. Jahrhunderts sowohl der Fach- als auch Gemeinsprache an. Im Deutschen erscheint das Wort „Psychologie“ erstmals in den Schriften des Philosophen und Universalgelehrten Christian Wolff (1679–1754).

## Ursprung und Geschichte
Die Auffassung über Psychologie als Wissenschaftsdisziplin unterliegt einem historischen Wandlungsprozess, immer im Spannungsfeld zwischen Geistes- und Naturwissenschaften liegend. Psychologie wurde als eigenständige akademische Disziplin Ende des 19. Jahrhunderts in damaligen wissenschaftlichen Zentren Deutschlands wie Leipzig und Königsberg begründet.
Bis weit ins 19. Jahrhundert hinein war die Psychologie ein Teil der Philosophie. Sie wurde als „spekulative“ oder „rationale“, also nicht-empirische, Psychologie meist der Metaphysik zugeordnet. Der deutsche Aufklärungsphilosoph Christian Wolff setzte dieser „rationalen“ Psychologie bereits eine „empirische“ entgegen, meinte damit aber eine introspektive, also nach heutigem Sprachgebrauch gerade nicht empirische Psychologie.
Wiewohl anfangs die Introspektion anerkannte Methode in den frühen psychologischen Experimenten war und erst später wegen erkannter methodischer Probleme und besserer indirekter Beobachtungsmethoden – besonders durch die Gestaltpsychologie der Würzburger Schule – aus dem Repertoire der Psychologie weitgehend verschwand. Im Unterschied zu den Begriffen Seele oder Geist als Synonyme für Psyche sind sie im metaphysischen beziehungsweise theologischen Sinn nicht Gegenstand der heutigen Psychologie. Bei ihrer Begründung im 19. Jahrhundert wurden metaphysische Elemente explizit ausgeklammert, jedoch deren Gegenstände – natürlich mit Beschränkung auf im gewählten methodischen Zugang auch untersuchbare Bereiche – in Kombination damals neuer Methoden der Biologie und Physik, später auch der modernen Inferenzstatistik, erforscht.
Die Ausgestaltung der Psychologie als eine eigene akademische Disziplin geht einher mit der durchaus kompromisshaften Lösung methodologischer Probleme. Möglich wurde dies durch neue Erkenntnisse der Experimentalphysik und Neuerungen insbesondere der Biologie, genauer: der Sinnesphysiologie des 19. Jahrhunderts (Psychophysik).
In Leipzig gründete Wilhelm Wundt gemeinsam mit Gustav Theodor Fechner 1879 (zunächst als Privatinstitut) das Institut für experimentelle Psychologie. Um diese beiden sammelte sich binnen kurzer Zeit ein Kreis engagierter junger Forscher, zu denen unter anderem Emil Kraepelin, Hugo Münsterberg und James McKeen Cattell gehörten. 1883 wurde das Institut offizielles Universitätsinstitut. Wundts Erkenntnistheorie und Methodologie waren fundamental von Gottfried Wilhelm Leibniz und dessen Erkenntnis- und Prinzipienlehre beeinflusst, außerdem von Immanuel Kant, und durch Kritik an Herbarts spekulativer Lehre – im Unterschied zu Gustav Theodor Fechners Psychophysik.
Insbesondere Johann Friedrich Herbart, ab 1809 Nachfolger Immanuel Kants auf dessen Königsberger Lehrstuhl, bemühte sich mit zahlreichen Veröffentlichungen um eine eigene Lehre der Psychologie. Dies ist deshalb nicht so geläufig, da Herbart vornehmlich als Begründer der wissenschaftlichen Pädagogik gilt. Dennoch ist die Bedeutung Herbarts für beide Disziplinen nicht zu unterschätzen.
Neben Herbart gehört Friedrich Beneke zu denen, die den Weg zur experimentellen Psychologie ebneten. Beneke war einer der ersten deutschen Philosophen, die von einer empirischen Herangehensweise an die Psychologie überzeugt waren.
1896 verwendete Sigmund Freud erstmals den Begriff Psychoanalyse. Die Psychoanalyse stütze sich damals vornehmlich auf Praxisbeobachtungen, aus denen sie ihr wirkmächtiges Modell der Mechanismen des Erlebens und Verhaltens entwickelte. Im wissenschaftlichen Betrieb dominieren jedoch – nicht zuletzt wegen ihrer höheren methodischen Strenge – spätestens im letzten Drittel des 20. Jahrhunderts behavioristische Paradigmen, die sich auf reliabel beobachtbare Faktoren stützten. Die Psychoanalyse ist heute ein psychotherapeutisches Verfahren zur Behandlung psychischer Erkrankungen.
Die Tierpsychologie (heute: Verhaltensforschung) sonderte sich im frühen 20. Jahrhundert unter Konrad Lorenz als eigenständiges Fach von der Psychologie ab. Sie ging ebenfalls maßgeblich vom ehemaligen Lehrstuhl Kants aus.

## Standortbestimmung
Entgegen ihrem Bild und dem Verständnis in der Öffentlichkeit ist die in den akademischen Institutionen betriebene und gelehrte Psychologie eine streng empirische Wissenschaft. Als empirischer Wissenschaft vom Erleben und Verhalten obliegt es der Psychologie, Theorien und daraus abgeleitete Modelle, Hypothesen, Annahmen für die Beantwortung einer konkreten Fragestellung usw. mit geeigneten wissenschaftlichen Methoden empirisch zu prüfen. Die Methodik ist überwiegend naturwissenschaftlich, mithin quantitativ, in Verbindung mit experimentellem oder quasi-experimentellem Vorgehen, ausgelegt. Daher stellen die Mathematik, insbesondere die Deskriptive Statistik, die Stochastik – hier besonders die Induktive Statistik und die statistischen Testverfahren – sowie zunehmend Ansätze der Systemtheorie – insbesondere die mathematische Systemanalyse – wichtige Werkzeuge der Psychologen dar.
Als empirische Humanwissenschaft unterscheidet sich Psychologie von verwandten Forschungsgebieten anderer Fächer, die zum Teil eigene „Psychologien“ inkorporieren, wie beispielsweise Philosophie, Soziologie, Pädagogik, Anthropologie, Ethnologie, Politikwissenschaft, Wirtschaftswissenschaften, Allgemeine Linguistik, Medizin und Zahnmedizin oder Biologie, durch naturwissenschaftlich-experimentelle Ausrichtung: Mentale Prozesse, konkrete Verhaltensmechanismen sowie Interaktionen von mentalen Prozessen und dem Verhalten von Menschen werden beschrieben und erklärt, wobei Überschneidungen bis hin zur Interdisziplinarität möglich sind. Diese Abgrenzung kann als eine erweiterte Definition der Psychologie gelesen werden.
Methodisch finden sich heute neben den naturwissenschaftlichen Ansätzen auch solche der empirischen Sozialwissenschaften. Eine Schwerpunktsetzung schwankt je nach Ausrichtung eines psychologischen Fachbereiches. Vorherrschend sind hier quantitative Methoden, wiewohl auch qualitative Methoden zum Repertoire gehören, zum Beispiel Grounded Theory oder Inhaltsanalyse. Die Trennung zwischen qualitativer und quantitativer Sozialforschung ist nicht immer eindeutig: Die Psychologie unterscheidet eher zwischen primär naturwissenschaftlichen und primär sozialwissenschaftlichen methodischen Ansätzen, die sehr oft neben den quantitativen in einer gewissen Art und Weise auch qualitative Aspekte beinhalten. Eine Trennung zwischen natur- und sozialwissenschaftlichen Ansätzen ist nicht immer eindeutig möglich.
Insbesondere bei mathematischen und statistischen Modellierungen ist, wie sonst in der quantitativ geprägten psychologischen Arbeitsweise, das Vorgehen nicht zwingend deduktiv.
In der Psychologie wie in anderen Naturwissenschaften und der Medizin werden auch Tierversuche durchgeführt, sowohl im Rahmen der psychologischen Grundlagenforschung, vornehmlich der Allgemeinen und der Biopsychologie, als auch zum Beispiel in der Klinischen Psychologie. Schon in den 1920er Jahren, vor allem im Rahmen der Lernforschung durchgeführt, wurden sie grundlegender Bestandteil der Aggressions-, Stress- und Angstforschung, später auch der Depressionsforschung und der Wahrnehmungsforschung. Insbesondere bei neuropsychologischen Fragestellungen wurden sie nochmals, besonders in Form von Läsionsexperimenten, verstärkt eingesetzt. Heute werden sie vornehmlich in Forschungen zur Psychoneuroendokrinologie und -immunologie, zur Ernährungspsychologie und zum Beispiel auch in der Erforschung selbstverletzenden Verhaltens, vor allem aber in der Suchtforschung eingesetzt.
Eine rein „geisteswissenschaftlich“ verstandene Psychologie lässt sich aus der Philosophie als „verstehende Psychologie“ (Wilhelm Dilthey) ableiten. Die Psychologie ist nach moderner Auffassung nur insoweit eine „Geisteswissenschaft“, zumindest bezogen auf die englische Bedeutung der Humanities, als sie sich mit dem Menschen, genauer gesagt mit den ausgewählten Aspekten des Menschseins, eben dem zu beobachtenden Erleben und Verhalten, befasst. Im akademischen Betrieb spielen diese Ansätze daher nur eine geringe Rolle.
Mit der Entwicklung Psychologie als Wissenschaft und der generellen Metaphysikkritik ist der Philosophie der Bereich der Philosophie des Geistes verblieben.

### Abgrenzung
Manchmal wird die Psychologie mit Psychotherapie, Psychiatrie, Psychosomatik und Psychoanalyse verwechselt oder fälschlicherweise gleichgesetzt.
Psychotherapie
Die Psychotherapie ist die professionelle Behandlung von psychischen Störungen mit psychologischen Mitteln.
Psychiatrie
Die Psychiatrie ist eine medizinische Fachdisziplin, die sich mit psychischen Erkrankungen beschäftigt.
Psychosomatik
Die Psychosomatik befasst sich mit den Wechselwirkungen zwischen psychischen und somatischen (körperliche) Vorgängen.
Psychoanalyse
Die Psychoanalyse ist Teil der Tiefenpsychologie, wurde durch Sigmund Freud begründet und ist auf die Erforschung des Unbewussten ausgerichtet. Mit dem Verhältnis von Psychoanalyse und Psychologie befasste sich Jürgen Körner im Jahr 1991 unter dem nachdrücklichen Titel Für eine Rückkehr der Psychoanalyse in die Psychologie! – allerdings in einer Zeit, als noch einige Lehrstühle an den Universitäten in Deutschland mit Psychoanalytikern besetzt waren.

### Wissenschaftliche Paradigmen
Innerhalb der Psychologie existieren viele grundlegend verschiedene Denkansätze (Paradigmen) und Behandlungsmethoden, die darauf basieren. Die wichtigsten sind das
- behavioristische Paradigma,
- das Informationsverarbeitungsparadigma
- das psychoanalytisch-psychodynamische Paradigma
- das phänomenologisch-humanistische Paradigma,
- das Eigenschaftsparadigma,
- das dynamisch-interaktionistische Paradigma und
- das soziobiologische Paradigma sowie
- das evolutionäre Paradigma.

Diese Paradigmen sind keine Teildisziplinen der Psychologie (wie etwa die Allgemeine Psychologie), sondern jedes ist ein theoretisches Konzept für die verschiedenen Teildisziplinen und Forschungsprogramme der Psychologie. Diese Ansätze, die sich in Grundannahmen und in der Methodik unterscheiden, werden in der Regel nicht explizit erwähnt, bilden aber eine sehr wichtige Grundlage für das (korrekte) Verständnis der Psychologie, ihrer Theorien und v. a. der psychologischen Forschungsergebnisse. Heute sind innerhalb eines psychologischen Faches (einer Disziplin) in der Regel verschiedene Paradigmen gleichberechtigt (so z. B. in der aktuellen persönlichkeitspsychologischen Forschung das Informationsverarbeitende Paradigma, das Eigenschaftsparadigma und das dynamisch-interaktionistische Paradigma). Diese Komplexität der Psychologie sollte man vor allem auch in Bezug auf die einzelnen Disziplinen berücksichtigen.

### Zuordnung zu den unterschiedlichen Fakultäten
Die Anbindung des Fachs Psychologie an eine Fakultät (in der Regel naturwissenschaftliche, sozialwissenschaftliche oder philosophische) sagt nicht immer etwas über dessen Ausrichtung aus (eher naturwissenschaftlich, sozialwissenschaftlich oder geisteswissenschaftlich). Diese Anbindungen sind in der Regel historisch oder verwaltungstechnisch begründet. Insofern kann man z. B. auch keine analogen Rückschlüsse über den Doktorgrad eines promovierten Psychologen ziehen.

## Disziplinen
Vielfach wird innerhalb der Psychologie zwischen Grundlagen-, Anwendungs- und Methodenfächern unterschieden. Außerdem kann der empirischen Forschung sowie der Praxis der Angewandten Psychologie eine Theoretische Psychologie (Metatheorie) gegenübergestellt werden.

### Grundlagenfächer
Innerhalb dieser Disziplinen kann man noch zwischen solchen unterscheiden, die auch Bestandteil anderer Grundlagenfächer sind, und solchen, die grundlegende Erkenntnisse in spezifischen Kontexten liefern. Zu den ersteren gehören die Psychologische Methodenlehre, sowie die Allgemeine Psychologie und die Biopsychologie (die wiederum untereinander stark vernetzt sind), zu den letztgenannten die Sozialpsychologie, die Entwicklungspsychologie sowie die Persönlichkeits- und Differenzielle Psychologie. Die neuere Einteilung (z. B. für die Bachelor-of-Science-Studiengänge) fasst die Allgemeine und die Biologische Psychologie unter „Kognitive und biologische Grundlagen des Verhaltens und Erlebens“ zusammen, die Persönlichkeits-, Differenzielle, Sozial- und Entwicklungspsychologie unter „Grundlagen intra- und interpersoneller Prozesse“.
- Die Allgemeine Psychologie erforscht allgemeingültige Gesetzmäßigkeiten in grundlegenden psychischen Funktionsbereichen, wie Kognition, Wahrnehmung, Lernen, Gedächtnis, Denken, Problemlösen, Wissen, Aufmerksamkeit, Bewusstsein, Volition, Emotion, Motivation und Sprache, sowie Psychomotorik.
- Die Biologische Psychologie (auch Biopsychologie), mit verschiedenen Unterdisziplinen wie z. B. Physiologische Psychologie, Psychophysiologie, Psychobiologie, Neuropsychologie oder interdisziplinären Teilgebieten wie Psychoneuroimmunologie oder Psychoneuroendokrinologie, widmet sich hingegen den physischen Funktionsbereichen, die sich auf Verhalten und Erleben auswirken (z. B. Genetik, neuronale Prozesse, v. a. Anatomie und Physiologie des Gehirns, Sinnesphysiologie, Endokrinologie). Sie beschäftigt sich zusammen mit der Methodenlehre auch mit der Messung physiologischer Verhaltenskorrelate (z. B. Gehirnaktivität (z. B. Ereigniskorrelierte Potentiale), Herzfrequenz, Blutdruck, Elektrodermale Aktivität, Durchblutungsstatus (z. B. Gesicht), Muskelaktivität usw.) durch unterschiedliche Verfahren (z. B. Elektroenzephalogramm, Bildgebende Verfahren, Analyse von Laborparametern). Zusammen mit der Allgemeinen Psychologie und der Methodenlehre gewinnt auch das Formulieren und Testen von mathematischen Modellen biopsychologischer/neuropsychologischer Theorien und die Prüfung von Hypothesen über neuronale Mechanismen durch Simulation von Neuronenmodellen (Künstliches neuronales Netz) erheblich an Bedeutung.
- Die Differentielle bzw. Persönlichkeitspsychologie beschäftigt sich im Gegensatz dazu mit den individuellen Unterschieden in den o. g. Bereichen. Solche Unterschiede werden in Konzepten wie Persönlichkeitsmodellen, der Intelligenz unter anderem erarbeitet. Diese Differenzen können interindividuell (Unterschiede zwischen Menschen) oder intraindividuell (Unterschiede, die bei einem Individuum über die Zeit auftreten) sein. Die Operationalisierung und Messung solcher Unterschiede wird der Differentiellen Psychologie zugerechnet. Damit ist sie wichtige Grundlage für die Psychologische Diagnostik.
- Die Entwicklungspsychologie untersucht die psychische Wandlung des Menschen von der Empfängnis bis zum Tod (intraindividuelle Veränderungen, Ontogenese). Gegenstandsbereiche sind z. B. Faktoren der Entwicklung (Anlage, Umwelt), Entwicklungsstufen, Entwicklung der Wahrnehmung, der Psychomotorik, der kognitiven Kompetenzen, des Gedächtnisses, der Sprache, der Persönlichkeit usw.; eine weitergehende moderne Variante ist die Herausbildung der Entwicklungswissenschaft/(en) als integrierter Ansatz, mit Soziologie, Medizin, Psychologie und Pädagogik (Vertreter: Petermann).
- Die Sozialpsychologie erforscht im weitesten Sinne die Auswirkungen sozialer Interaktionen auf Gedanken, Gefühle und Verhalten des Individuums („an attempt to understand and explain how the thought, feeling and behavior of individuals are influenced by the actual, imagined, or implied presence of others“, Allport 1968). Gegenstandsbereiche sind z. B. soziale Aspekte der Wahrnehmung (wie die Wahrnehmung von Personen und Situationen, Vorurteile, Stereotype, Annahmen und Schlussfolgerungen über das Verhalten von Menschen u. a.), soziale Aspekte der Emotion (z. B. Aggression), interpersonale Attraktion, pro-soziales Verhalten, Einstellungen, Kommunikation oder auch Gruppenprozesse (Minoritäteneinfluss, Entscheidungsprozesse in Gruppen, Gruppendenken, Gehorsam (vgl. dazu z. B. das Milgram-Experiment oder das Stanford Prison Experiment), Gruppenleistung, Intergruppenbeziehungen).

### Anwendungsfächer
- Klinische Psychologie
- Organisationspsychologie
- Wirtschaftspsychologie
- Pädagogische Psychologie

Weitere Anwendungsbereiche der Psychologie bilden u. a. die Ingenieurpsychologie und Angewandte Kognitionsforschung, Verkehrs-, Personal-, Medien-, Rechts-, Polizei-, Kulturvergleichende-, Geronto-, Sport-, Umwelt-, politische Psychologie, Führungspsychologie, Gesundheitspsychologie, Psychoonkologie, Notfall- und Palliativpsychologie, Behavioral Finance, Werbepsychologie, Suchtprävention usw.

### Methodenfächer
- Die Psychologische Methodenlehre befasst sich mit der gesamten Bandbreite des Instrumentariums psychologischen Erkenntnisgewinns. Sie stellt den existierenden Verfahrensfundus für andere Disziplinen der Psychologie bereit und ist gleichermaßen ein eigenständiges Forschungsgebiet mit dem Ziel, den Methodenbestand zu verbessern und zu ergänzen, etwa durch Eigenentwicklungen (wie z. B. der Metaanalyse) oder auch durch Adaption von Verfahren aus den Katalogen anderer Wissenschaften. Dabei reicht ihr inhaltliches Spektrum von Wissenschaftstheorie und Ethik über Experimentalmethodik, Evaluationsforschung bis hin zu Hilfswissenschaften mit hohem Stellenwert, v. a. Mathematik (hauptsächlich Statistik) sowie Informatik oder Spezialfällen der Psychologischen Methodenlehre wie der Mathematischen Psychologie.
- Ein weiteres Methodenfach ist die Psychologische Diagnostik (diagnostische Entscheidungsfindung) mit Verbindungen zur Methodik (z. B. Testtheorie, -konstruktion und -analyse). Die Diagnostik ist die Grundlage jeglicher Intervention und somit für alle Bereiche der Psychologie relevant.

Auch sind andere Klassifikationen psychologischer Teildisziplinen möglich, z. B. solche, die einen Forschungsgegenstand benennen und als Untergebiet oder Arbeitsschwerpunkt ausweisen oder diesen über alle ihn betreffende Disziplinen hinweg und zusammenfassend beschreiben (z. B. Wahrnehmungspsychologie, Emotionspsychologie u. a.), oder auch solche, die zugrunde liegende Ansätze oder besondere Aspekte von Paradigmen betonen (z. B. Evolutionäre Psychologie u. a.). Diese eher bereichsspezifischen Bezeichnungen (mit entsprechender thematischer Bündelung von verschiedenen Inhalten) finden sich auch häufig dann, wenn es um eine umfassende Vermittlung von spezifischen Inhalten und weniger um Forschung und methodische Zusammenhänge geht, also insbesondere wenn psychologisches Wissen im Rahmen von Neben- oder Hilfsfächern (z. B. an nicht-psychologischen Fachbereichen, in Fachhochschulstudiengängen usw.) vermittelt wird. Hier werden auch zum Teil Bezeichnungen o. g. Grundlagendisziplinen anders inhaltlich ausgefüllt, wie z. B. Allgemeine Psychologie als eine den allgemeinen Überblick gebende Einführung in die Psychologie (wie in den sprichwörtlichen 101-Kursen in den USA) oder Pädagogische Psychologie als Psychologie für Pädagogen.

## Analyseebenen der Psychologie
Jedes Individuum ist ein komplexes System aus mehreren kleinen Systemen, das wiederum Teil eines großen sozialen Systems ist. Es wird also auf unterschiedlichen Analyseebenen gearbeitet, die einander ergänzen. Die differierenden Analyseebenen bilden zusammen einen sogenannten biopsychosozialen Ansatz: Darin werden die Einflüsse biologischer, psychologischer und soziokulturellen Faktoren gleichermaßen beachtet und berücksichtigt. Diese drei zentralen unterschiedlichen Analyseebenen beeinflussen und steuern das Verhalten und die mentalen Prozesse eines Individuums.

### Biologische Einflüsse
Zu den biologischen Einflüssen zählt die Selektion adaptiver Merkmale, also Merkmale, die für das Überleben und den Fortpflanzungserfolg eines Individuums vorteilhaft sind. (Siehe Evolutionäre Anpassung). Auch die genetischen Prädispositionen, also die erblich bedingte Empfänglichkeit für bestimmte Erkrankungen in der entsprechenden Umgebung, spielen eine große Rolle beim menschlichen Verhalten. Zudem wirken sich Gehirnmechanismen und die hormonellen Einflüsse unterschiedlich auf das Verhalten und Prozesse des Denkens, der Vorstellung, der Sprache und des Urteils aus.

### Psychologische Einflüsse
Zu den psychologischen Einflüssen, die sich auf unser Verhalten auswirken, zählen erlernte Ängste, Unsicherheiten und andere erlernte Erwartungen. Auch emotionale Reaktionen, kognitive Verarbeitungen und Wahrnehmungsinterpretationen werden unter die psychologischen Einflüsse gefasst.

### Soziokulturelle Einflüsse
Einfluss auf das menschliche Verhalten und die mentalen Prozesse haben die soziokulturellen Faktoren. Das soziale Umfeld in dem sich ein Individuum bewegt und die Anwesenheit Anderer hat Einfluss auf individuelle Verhaltensweisen. Auch die Erwartungen, die Kultur, Gesellschaft und Familie an den Einzelnen stellen, zählen zu den soziokulturellen Einflüssen. Wichtig sind zudem Einflüsse seitens der Gleichaltrigen und von anderen Gruppen.

### Philosophische Grundlagen
- Jochen Fahrenberg: Zur Kategorienlehre der Psychologie. Komplementaritätsprinzip. Perspektiven und Perspektiven-Wechsel. Lengerich: Pabst Science Publishers, 2013. ISBN 978-3-89967-891-8, doi:10.23668/psycharchives.10405.
- Jochen Fahrenberg: Theoretische Psychologie – Eine Systematik der Kontroversen. Lengerich: Pabst Science Publishers, 2015 und Jochen Fahrenberg. ISBN 978-3-95853-077-5, doi:10.23668/psycharchives.10364.
- Dirk Hartmann: Philosophische Grundlagen der Psychologie. (Memento vom 24. Oktober 2012 im Internet Archive) (PDF; 17,1 MB) WBG, Darmstadt 1998, ISBN 3-534-13887-2.
- Klaus Holzkamp: Grundlegung der Psychologie. 2. Auflage. Campus, Frankfurt am Main 2003.

### Allgemeine Einführungen und Lehrbücher (Auswahl)
- Gillian Butler, Freda McManus: Psychologie. Eine Einführung. 3. Auflage. Reclam, 2019, ISBN 978-3-15-018913-9.
- Norbert Bischof: Psychologie. Ein Grundkurs für Anspruchsvolle. 3. Auflage. Kohlhammer, Stuttgart 2014.
- David G. Myers: Psychologie. 3. Auflage. Springer, Heidelberg/Berlin 2014, ISBN 978-3-642-40781-9.
- Lyle E. Bourne, Bruce R. Ekstrand: Einführung in die Psychologie. 4. Auflage (Nachdruck). Verlag Dietmar Klotz, Frankfurt am Main 2005, ISBN 3-88074-500-5.
- Stefan Lautenbacher, Astrid Schütz, Herbert Selg (Hrsg.): Psychologie – Eine Einführung in ihre Grundlagen und Anwendungsfelder. 3. Auflage. Verlag W. Kohlhammer, Stuttgart/Berlin/Köln 2005, ISBN 978-3-17-018373-5.
- Hilgards Einführung in die Psychologie, Frontcover, Rita L. Atkinson, Richard C. Atkinson, Edward E. Smith, Joachim Grabowski, Susan Nolen-Hoeksema, Daryl J. Bem, Akademie Verlag, 2001.
- Norbert Groeben (Hrsg.): Zur Programmatik einer sozialwissenschaftlichen Psychologie. Aschendorff, Münster 1997 und1999.
- Joachim Grabowski, Elke van der Meer (Hrsg.): Hilgards Einführung in die Psychologie. Von Rita L. Atkinson, Richard C. Atkinson, Edward E. Smith u. a. Spektrum Lehrbuch, 2001, ISBN 3-8274-0489-4.
- Richard J. Gerrig, Philip Zimbardo: Psychologie. 18. Auflage. Pearson Studium, München 2008, ISBN 3-8273-7275-5.
- Wolfgang Metzger: Psychologie – Die Entwicklung ihrer Grundannahmen seit Einführung des Experiments. 1941; 6. Auflage. Krammer, Wien 2001.
- Jochen Müsseler (Hrsg.): Allgemeine Psychologie. 2. Auflage. Spektrum, Heidelberg 2008, ISBN 3-8274-1780-5.
- Kurt Pawlik (Hrsg.): Handbuch Psychologie. Wissenschaft – Anwendung – Berufsfelder. Springer, Heidelberg 2006, ISBN 3-540-22178-6.
- Hans Spada, Andrea Kiesel (Hrsg.): Lehrbuch Allgemeine Psychologie. Huber, Bern 1990; Neuauflage 2018, ISBN 3-456-85606-7.
- Harald Walach: Psychologie – Wissenschaftstheorie, philosophische Grundlagen und Geschichte. Ein Lehrbuch. W. Kohlhammer, Stuttgart 2005; 2., aktualisierte Auflage ebenda 2009; Neuausgabe 2013.

### Lehrbücher zu Teilbereichen der Psychologie
- M. Amelang, D. Bartussek: Differentielle Psychologie und Persönlichkeitsforschung. Kohlhammer, 2001, ISBN 3-17-016641-7.
- J. R. Anderson: Kognitive Psychologie. Spektrum Akademischer Verlag, Heidelberg 1996, ISBN 3-86025-354-9.
- E. Aronson et al.: Sozialpsychologie. Pearson Studium, 2003, ISBN 3-8273-7084-1.
- Bernad Batinic, Markus Appel (Hrsg.): Medienpsychologie. 2008, Heidelberg: Springer. ISBN 978-3-540-46894-3.
- Niels Birbaumer, R. F. Schmidt: Biologische Psychologie. Springer, Berlin 2005, ISBN 3-540-25460-9.
- Jürgen Bortz, Christof Schuster: Statistik für Human- und Sozialwissenschaftler. 7. Aufl. Springer, 2010, ISBN 978-3-642-12769-4.
- Jürgen Bortz, Nicola Döring: Forschungsmethoden und Evaluation. 4. Auflage. Springer, 2006, ISBN 978-3-540-33305-0.
- G. C. Davison, J. M. Neale: Klinische Psychologie. PVU, Weinheim 2002, ISBN 3-621-27458-8.
- Walter Hussy, Margrit Schreier, Gerald Echterhoff: Forschungsmethoden in Psychologie und Sozialwissenschaften – für Bachelor. Springer, 2009, ISBN 978-3-540-95935-9.
- Baden Eunson: Betriebspsychologie. McGraw-Hill, Hamburg 1990, ISBN 3-89028-227-X (englisch 1987: Behaving – Managing Yourself and Others).
- G. Felser: Werbe- und Konsumentenpsychologie. 2. Auflage. Spektrum Akademischer Verlag, Heidelberg 2001, ISBN 3-7910-1944-9.
- C. Fichter (Hrsg.): Wirtschaftspsychologie für Bachelor. Springer, Berlin 2018, ISBN 978-3-662-54944-5.
- K. D. Kubinger: Psychologische Diagnostik – Theorie und Praxis psychologischen Diagnostizierens. Hogrefe, Göttingen 2006, ISBN 3-8017-1693-7.
- G. Lienert, U. Raatz: Testaufbau und Testanalyse. PVU, Weinheim 1998, ISBN 3-621-27424-3.
- R. Oerter, L. Montada: Entwicklungspsychologie. PVU, Weinheim 2002, ISBN 3-621-27479-0.
- Lawrence A. Pervin, Daniel Cervone, Oliver P. John: Persönlichkeitstheorien. Mit 33 Tabellen (Originaltitel: Personality, übersetzt von Elfriede Peschel). 5., vollständig überarbeitete und erweitert Auflage, UTB 8035 / Reinhardt, München / Basel 2005, ISBN 978-3-497-01792-8 (E. Reinhardt) / ISBN 3-8252-8035-7 (UTB).
- Hans-Otto Schenk: Psychologie im Handel. Entscheidungsgrundlagen für das Handelsmarketing. 2., vollständig überarbeitete Auflage. Oldenbourg, München / Wien 2007, ISBN 978-3-486-58379-3 (1. Auflage 1995 unter dem Titel: Handelspsychologie).
- Heinz Schuler, Hermann Brandstätter (Hrsg.): Lehrbuch Organisationspsychologie. 4., aktualisierte Auflage, Huber, Bern 2003, ISBN 978-3-456-84458-9.

### Nachschlagewerke
- G. Clauß u. a.: Wörterbuch der Psychologie. Bibliographisches Institut, 1981.
- Fischer Lexikon Psychologie (= Fischer-Lexikon. Band 6). S. Fischer, Frankfurt am Main.
- Lexikon Psychologie – Hundert Grundbegriffe Reclam Universal-Bibliothek Band 18773
- Dorsch – Lexikon der Psychologie (auch online); Hogrefe Verlag Göttingen
- Handbuch der Psychologie in mehreren Bänden Hogrefe Verlag Göttingen; 1958 erstmals realisiert, 1985 neu konzipiert
- Enzyklopädie der Psychologie Hogrefe Verlag Göttingen

### Fachzeitschriften
- Psychologische Fachzeitschriften in der Elektronischen Zeitschriftenbibliothek
- PSYNDEX: Psychologie-Datenbank des ZPID